# 아메리칸 이디엇 (뮤지컬)
아메리칸 이디엇(American Idiot)은 미국의 펑크 록 밴드 그린 데이의 2004년 앨범 아메리칸 이디엇을 각색한 뮤지컬이다. 버클리 레퍼터리 씨어터에서 2009년 초연되었고, 브로드웨이의 세인트 제임스 씨어터로 옮겨 상연되었다. 2010년 3월 24일 브로드웨이 프리뷰 후 아메리칸 이디엇은 2010년 4월 20일 공연을 시작했고, 2011년 4월 24일 422번의 공연 끝에 첫 번째 런을 마쳤다.그린 데이는 뮤지컬에 출연하지 않았지만, 그린데이의 보컬과 기타를 맡고 있는 빌리 조 암스트롱은 종종 "세인트 지미"역으로 무대에 섰다.
뮤지컬의 내용은 그린 데이의 컨셉 앨범인 아메리칸 이디엇의 내용을 확장하고 각색한 것이다. 조니, 윌, 터니라는 세 명의 반항적인 미국 청년들을 중심으로 이야기가 전개된다. 조니와 터니는 미국 교외 변두리의 숨막히고 권태로운 삶과 부모의 간섭으로부터 도망쳐 도시로 가지만, 윌은 임신한 여자친구와 함께 있기 위해 마을에 남는다. 도시로 간 조니와 터니는 처음에는 삶의 의미를 탐색하고 도시의 흥분과 자유를 만끽한다. 그러나 터니는 곧 도시에서의 삶을 포기하고 군에 입대한 후 해외에 파병된다. 한편 도시에 남은 조니는 세인트 지미라는 존재를 만나 마약에 찌들어 살면서, 연인과 만나 사랑에 빠진다.
암스트롱과 뮤지컬의 감독 마이클 메이어가 함께 대사와 각본을 썼다. 뮤지컬 속의 노래들은 그린 데이가 작곡했고, 가사는 암스트롱이 썼다. 뮤지컬의 스코어는 아메리칸 이디엇 앨범의 전곡과 "21st Century Breakdown" 이나 "When It's Time"과 같은 추가적인 그린 데이의 음악으로 구성되어 있다.
뮤지컬에 대한 반응은 다양했다. 이 작품은 음악적 완성도와 넘치는 에너지에 대해서는 호평을 받았지만, 감정적 깊이가 덜하다는 이유로 비판을 받기도 했다. 아메리칸 이디엇은 2010년 토니 어워드에서 뮤지컬 부문 무대 연출상(크리스틴 존스)과 조명상(케빈 아담스)을 받았다. 또한 토니 어워드에서 뮤지컬 부문 작품상 후보에 오르기도 했다. 2011년 2월 13일, 아메리칸 이디엇은 제 53회 그래미 어워드에서 뮤지컬 앨범 부문의 상을 받았다.